# Trío Venezuela
Trío Venezuela fue un grupo musical venezolano. Gilberto Jiménez Machado y Víctor Mendoza Ojeda, ambos nacidos en Caracas y en 1938, participaron en sus años de estudiantes en actos culturales y en programas de aficionados, motivados por su afición a la música. En uno de tantos intentos, conocieron a Luís Ramón Rojas y formaron el "Trío Rojimen", juntando las primeras letras de sus apellidos. Al tiempo, Rojas decidió no continuar y coincidieron en algún programa de radio con Luís Ferrebús Nuñez, nacido en Maracaibo también en 1938. De inmediato supieron que era la fórmula que buscaban para hacer carrera musical. Se funda así el Trío Venezuela. Corría el día 15 de abril de 1955.

### Inicios
El Trío Venezuela supo rápidamente salirse de los moldes que caracterizan a los tríos. Influenciados notoriamente por el Trío Los Panchos y el Trío San Juan, lograron dar con su propia personalidad artística gracias al color y al acople de sus voces, desarrollaron como nadie en su tierra el concepto de tríos, se atrevieron a hacer música bailable con orquesta, música típica venezolana y a componer parte de su repertorio.
Rápidamente iniciaron su trayectoria en grabaciones con boleros y guarachas entre los punteos de sus guitarras. Su voz líder Gilberto Jiménez, su primera guitarra y segunda voz Luis Ferrebús y su segunda guitarra y tercera voz Víctor Mendoza, emprendieron llenar la entonces carente lista de artistas necesarios para el espectáculo nocturno y la naciente televisión.

### Carrera musical
Lograron grabar sus primeras páginas en 1957, y fueron compiladas en su primer LP lanzado en 1958. Luego realizan varios discos con diversos sellos hasta 1960, cuando firman con la afamada RCA Victor. De estos años datan sus éxitos «La cinta verde» y «Moliendo café», desatando furor en Colombia. Desde 1962 integran el elenco de la empresa disquera local más importante de entonces, Velvet, con quienes alcanzarían el anhelado éxito. Desde entonces el trío incluyó en la escena un cuarto integrante encargado del ritmo, un percusionista llegado de Cuba llamado Antonio Vásquez, así como a músicos del patio que también les asistieron en la escogencia del repertorio, arreglos y grabaciones como el desaparecido José Quintero en el contrabajo y Alberto Naranjo en la batería, quien armara en los años setenta su ambicioso Trabuco Venezolano. Lograron el cenit de su trabajo musical en 1963 al interpretar su hit «Magia blanca», consagrándose como grandes triunfadores no solo en su país sino en toda América. Esta canción les abrió puertas prácticamente en todas partes y les ubicó en el sitial de los preferidos. Pero pronto incursionarían en aguas más profundas y más novedosas.
Las ganas de querer hacer cosas distintas les llevó a hablar con la directiva del sello ante sus expectativas de hacerse acompañar por una orquesta. La disquera experimentó con Porfi Jiménez, quien venía de ser primer trompeta de Billo Frómeta. Porfi no tenía una orquesta creada como tal, pero rápidamente organizó una para cumplir con el Trío, grabando la plena «Quítate el saco». Este número encabezó las listas del hit parade en Caracas y en Nueva York y le permitió a Jiménez consolidar la orquesta que dirigió hasta su muerte. A partir de ahí, esta banda secundó muchas grabaciones bailables del trío, sorprendiendo la habilidad de estas voces para amoldarse a esta nueva fórmula musical. Contaron también con Eduardo Cabrera como arreglista, el mismo que arreglara para la banda gigante de Benny Moré. Entre los músicos con quienes grabaron se cuentan Víctor Paz, primer trompeta en la orquesta de Tito Rodríguez, el bongosero Luís "Tata" Guerra, los pianistas y arreglistas Aníbal Abreu y José “Cholo” Ortiz, el trompeta Rafael “El Gallo” Velásquez y el reconocido arpista Hugo Blanco.
También lograron hacer grabaciones con las orquestas de
Eduardo Serrano,
Alberto Muñoz,
Daniel Milano,
Ulises Acosta,
Willy Gamboa,
Julio Rivero,
Raúl Fortunato,
Giuseppe Gay,
Freedy León,
Sergio Elguin,
Miguelito Rodríguez,
Carlos Guerra,
Carlos Torres,
Nelson y sus Estrellas,
Los Hermanos Chirinos,
Román Martínez, producciones para televisión con Arnoldo Nali y comerciales con el respaldo musical de Luis Alfonso Larrain.
Interpretaron obras de compositores latinoamericanos como
Rafael Hernández,
Mon Rivera,
Pedro Flores,
Chabuca Granda,
Álvaro Dalmar,
Agustín Irsuta,
José Alfredo Jiménez,
Mariano Mores,
Luis Aguilé,
Johnny Albino,
Santiago Alvarado y
Eddie Palmieri,
y los venezolanos
Juan Vicente Torrealba,
Luis Cruz,
Gilberto Mejías Palazzi,
Chelique Sarabia,
Ray Pérez,
Tino Rodríguez y
Vidal Romero.
Lograron una profunda difusión en El show de las doce con Víctor Saume, El show de Renny (con Renny Ottolina) y otros espacios de la televisión, hasta lograr su propio espacio en Radiodifusora Venezuela. Desarrollaron en 1965 su éxito «Elena» y para 1966 «Pa' mi tierra» y «Mariana». Participaron en los famosos Festivales de San Remo en español de esa década. A fines de 1968 crearon y grabaron algo nunca antes escuchado, la primera gaita orquestada, «Gaita y trompetas», con quien fueron los precursores de esta modalidad, generando fuerte polémica ese año pero sembrando las bases de la futura gaita. También se adentraron en el bogaloo, híbrido musical de moda entonces, con «Mira ven acá» entre otros.

### Separación
Corriendo febrero de 1969, el trío sufrió la despedida de uno de sus miembros fundadores, Víctor Mendoza, quien se dedicó a una destacada labor como productor discográfico. Mendoza fue el responsable del nacimiento de la Dimensión Latina, agrupación que aupó desde su gestación. Formó una dupla con Carlos Vidal , gerente de producción del sello Top Hits, con quien en paralelo a su labor dentro de la discográfica, se dedicaron a componer canciones. Destacan temas de éxito para la orquesta Billo's Caracas Boy's como
"Tres perlas",
"Con amor para el Caribe",
"Valencia señorial", "Gaita con Billo", Mi Cali bella",
"Barquisimetano" y "La flor del trabajo",
así como para
Tania "Regresa Corazón",
Trino Mora,
Canelita Medina y
Oscar D'León (a quien le entregó su emblemático tema "Mi bajo y yo").
Por su parte, Jiménez y Ferrebús continuaron una tarea sin interrupciones con el trío la cual cumple más de medio siglo de trabajo, realizando nuevas grabaciones, shows en televisión y presentaciones dentro y fuera del país. Para suplir a Mendoza inicialmente incluyeron a Luis Felipe González, quien venía desenvolviéndose como voz principal de Nelson y sus Estrellas y quien en años posteriores triunfaría con una orquesta propia y el tema «La saporrita». Posteriormente, González se radicaría en Colombia donde desempeñaría un trabajo muy importante dentro de la Salsa en ese país. Su salida fue sucedida por el bajista y tercera voz Ely Mujica, el cual pertenece en la agrupación desde 1978. También tuvieron corta pero importante pasantía los bajistas Guillermo Núñez, Guillermo Rojas, y los percusionistas Alejandro Estévez, Óscar Rodríguez, William Angarita y Roberto Gómez.

### Historia Reciente
En noviembre de 2007, celebrando los 50 años en el disco del trío, regresó a sus filas Víctor Mendoza luego de 38 años fuera de la agrupación, permaneciendo en ella hasta la presentación del 13 de noviembre de 2012. Víctor Mendoza falleció el sábado 27 de julio de 2013.
Entre 2013 y 2015 la agrupación realizó esporádicas presentaciones. Antonio Vásquez falleció el 24 de febrero de 2017. La última actuación del Trío Venezuela sucedió el sábado 12 de agosto de 2023 en la celebración del cumpleaños número 85 de Gilberto en Caracas. En noviembre de 2024 Gilberto Jiménez se estableció en la ciudad de Buenos Aires, falleciendo el viernes 9 de mayo de 2025. Prevalecen Luis Ferrebús y Ely Mujica.
Prueba de su calidad y su arduo trabajo lo constituyen las producciones discográficas que realizaron en toda su trayectoria, las cuales lograron altas ventas y difusión continental. Viajaron por toda América incluyendo grabaciones y ediciones de discos fuera. Tomaron los primeros lugares del hit parade en varias naciones, creciéndose con infinidad de condecoraciones, trofeos y premios. Alternaron su andada musical con estrellas como
Tito Puente,
Machito,
La Lupe,
Richie Ray y Bobby Cruz,
Celia Cruz,
La Sonora Matancera, Ray Barretto,
Frank Pourcel, Marco Antonio Muñiz, Raphael,
Cantinflas,
Blanca Rosa Gil,
Olga Guillot,
Chucho Avellanet, Joe Quijano y muchos más.
Muy merecidamente pasaron a los registros de la historia del pentagrama popular venezolano como el mejor de sus tríos.

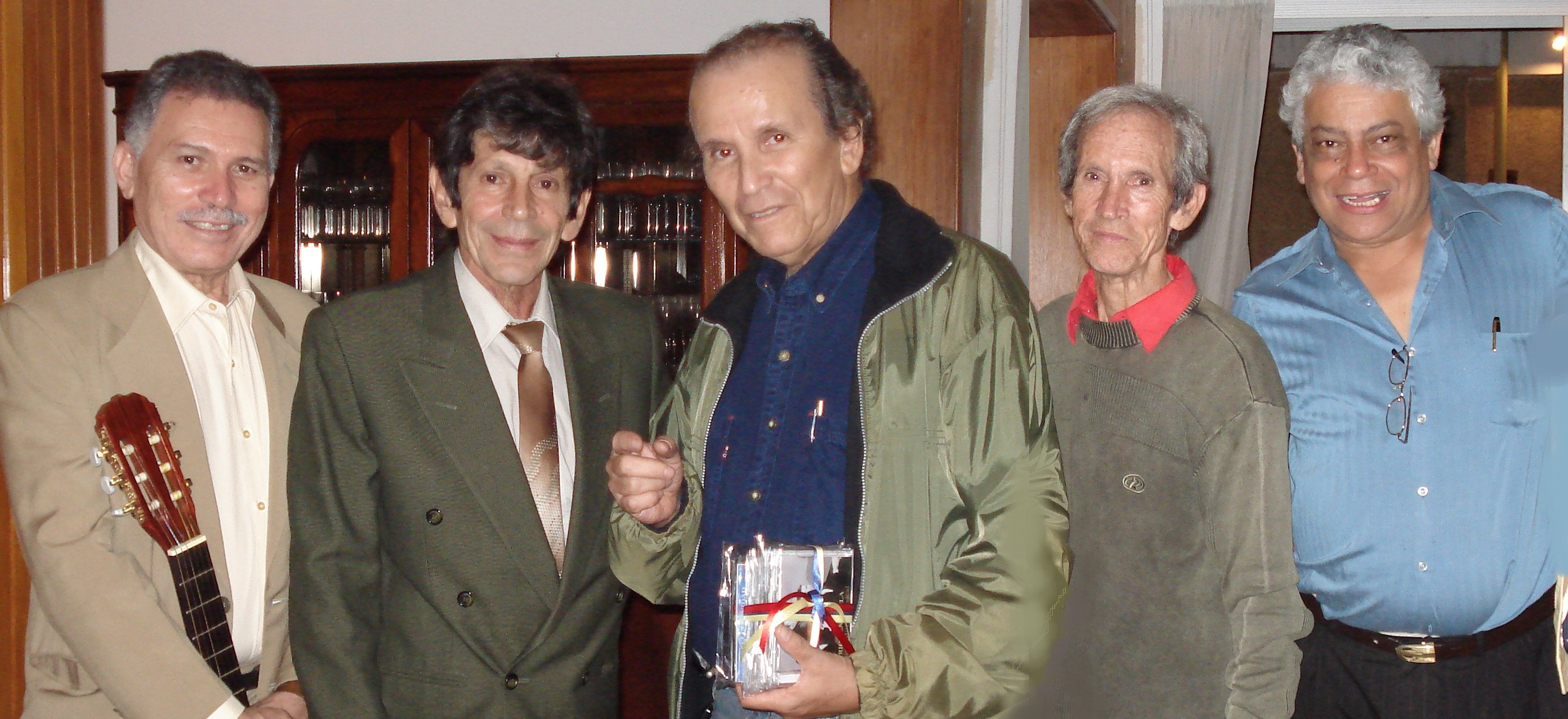
Luís Ferrebús, Gilberto Jiménez, Víctor Mendoza, Antonio Vásquez y Ely Mujica, celebrando 50 Años en el disco / Nov. 2007

## Discografía
| Año  | Disco                                                                                       | Sello      | Formato   |
| ---- | ------------------------------------------------------------------------------------------- | ---------- | --------- |
| 1958 | NUESTRO JURAMENTO https://www.youtube.com/watch?v=03DuUX6-M1s                               | Serfaty    | LP        |
| 1958 | TRIO VENEZUELA https://www.youtube.com/watch?v=MJhY95Cyiuo                                  | Erna       | LP        |
| 1959 | NAVIDAD CON TRIO VENEZUELA https://www.youtube.com/watch?v=-DjWHZWVbEM&t=10s                | Discomoda  | LP        |
| 1960 | MOLIENDO CAFÉ                                                                               | RCA Víctor | LP        |
| 1961 | EL DIABLITO (Little devil) https://www.youtube.com/watch?v=5f8Ml5hrPZ0                      | RCA Víctor | LP        |
| 1961 | CALENDARIO MUSICAL https://www.youtube.com/watch?v=TjYkjC-nBTQ&t=599s                       | RCA Víctor | LP        |
| 1961 | LA CINTA VERDE https://www.youtube.com/watch?v=9HxDUp2hLYw                                  | Serfaty    | LP        |
| 1961 | EL GUAICAIPURO DE ORO 1961                                                                  |            | LP        |
| 1962 | EL GRAN TRIO VENEZUELA https://www.youtube.com/watch?v=fo4eYhMU458                          | Velvet     | LP        |
| 1962 | GRANDES ÉXITOS DEL 62                                                                       | Velvet     | LP        |
| 1962 | TRIO VENEZUELA                                                                              | Velvet     | LP        |
| 1963 | LOS ÉXITOS DEL MOMENTO                                                                      | Velvet     | LP        |
| 1963 | LAS MEJORES INTERPRETACIONES DEL TRIO VENEZUELA https://www.youtube.com/watch?v=H48bSJo5Rk8 | Velvet     | LP        |
| 1963 | MAGIA BLANCA https://www.youtube.com/watch?v=lRF5Jht9hGw                                    | Velvet     | LP        |
| 1963 | QUÍTATE EL SACO https://www.youtube.com/watch?v=sx7sIin8K4I                                 | Velvet     | LP        |
| 1963 | LLEGARON LAS NAVIDADES https://www.youtube.com/watch?v=kfHsdGCgVmU&t=1612s                  | Velvet     | LP        |
| 1963 | BAILE CON EL TRIO VENEZUELA https://www.youtube.com/watch?v=5R2xZLmo8uM                     | Velvet     | EP        |
| 1964 | 3 VOCES https://www.youtube.com/watch?v=HAlkI4rLvow                                         | Velvet     | LP        |
| 1964 | LO MEJOR DEL TRIO VENEZUELA                                                                 | Velvet     | LP        |
| 1964 | DE VIAJE https://www.youtube.com/watch?v=QCwuPzQ-twE&t=1111s                                | Velvet     | LP        |
| 1964 | PLEGARIA DE PAZ                                                                             | Velvet     | EP        |
| 1964 | HIT PARADE DE NAVIDAD                                                                       | Velvet     | LP        |
| 1965 | ELENA https://www.youtube.com/watch?v=hkrmGA6Qz6g                                           | Velvet     | LP        |
| 1965 | ELENA / BORRACHO Y AMANECIDO                                                                | Velvet     | EP        |
| 1965 | HIT PARADE DE VENEZUELA Vol. 4                                                              | Velvet     | LP        |
| 1965 | HIT PARADE DE NAVIDAD                                                                       | Velvet     | LP        |
| 1966 | A LA BUENA DE DIOS / ADESSO SI                                                              | Velvet     | EP        |
| 1966 | SAN REMO 66 EN ESPAÑOL https://www.youtube.com/watch?v=sZ3rlqreAFk                          | Velvet     | LP        |
| 1966 | LOS TRIUNFADORES https://www.youtube.com/watch?v=99G1ThIhvHk                                | Velvet     | LP        |
| 1966 | LOS REYES DEL ACETATO                                                                       | Velvet     | LP        |
| 1967 | SAN REMO 67 EN ESPAÑOL                                                                      | Velvet     | LP        |
| 1967 | HOMENAJE A LA SULTANA DEL AVILA                                                             | Sonus      | LP        |
| 1968 | GAITA Y TROMPETAS https://www.youtube.com/watch?v=hYYTRnf1Brk                               | Vevet      | LP        |
| 1969 | SIGA AL TRÍO                                                                                | Velvet     | LP        |
| 1999 | RETORNO                                                                                     |            | CD        |
| 2007 | 40 AÑOS, 40 ÉXITOS                                                                          | Velvet     | CD Doble  |
| 2007 | SU HISTORIA MUSICAL                                                                         |            | CD Doble  |
| 2010 | HISTORIA MUSICAL                                                                            | Velvet     | CD (Seis) |
| 2013 | A BAILAR CON EL TRÍO VENEZUELA https://www.youtube.com/watch?v=MmPP9KDDWlY&t=229s           |            | CD        |
| 2013 | COLECCIÓN DE ORO                                                                            |            | CD        |